# عمرو بن أخطب
عمرو بن أَخطب بن رفاعة بن محمود بن بشر بن عبد الله بن الضيف بن أَحمر بن عدي بن ثعلبة بن حارثة بن عمرو بن عامر الأَنصاري الأعرج وكنيته أبو زيد من صغار الصحابة، غزا مع النبي محمد 13 غزوة، نزل البصرة، وله بالبصرة مسجد يعرف به، توفي سنة 71 هـ في خلافة عبد الملك بن مروان.

## سيرته
له صحبة ورواية، وهو جدُّ عزرة بن ثابت المحدث، غزا مع النبي 13 غزوة، ومسح النبي على رأْسه، ودعا له بالجمال. روى ابن حبان في صَحيحِه عن عَمرو بنِ أَخْطَب الأنصَاري قالَ «استَسقَى رسولُ الله ﷺ فأَتَيتُه بإناءٍ فيهِ ماءٌ فرَأيتُ فيهِ شَعرةً فرفَعتُها فنَاولتُه فنَظرَ إليَّ رسولُ الله ﷺ فقالَ "اللهُمَّ جمِّلْهُ" قال أبو نَهِيك: فرأيتُه وهوَ ابنُ ثلاثٍ وتِسعينَ سَنةً فمَا رأَيتُ في رأسِه ولا لحيتِه شَعرةً بيضَاء.».
وهو من مشاهير الصحابة الذين نزلوا البصرة، وله بالبصرة مسجد يعرف به، روى عن النبي أحاديث، وحدث عنه: ابنه بشير، ويزيد الرشك، وعلباء بن أحمر، وأبو قلابة الجرمي، وأنس بن سيرين، وغيرهم، وحديثه في الكتب الستة سوى صحيح البخاري. توفي في عهد عبد الملك بن مروان، وذكره ابن كثير الدمشقي في البداية والنهاية في وفيات سنة 71 هـ.